# ليزا أوز
ليزا أوز (بالإنجليزية: Lisa Oz)‏ هي مذيعة ومنتجة وكاتبة سيناريو ومقدمة برامج إذاعية وممثلة أمريكية، ولدت في 20 يوليو 1963 بفيلادلفيا في الولايات المتحدة.

## وصلات خارجية
- ليزا أوز على موقع IMDb (الإنجليزية)